# سندرم های رسوپاتی
سندرم های رسوپاتی (انگلیسی: RASopathies) خانواده ای از سندرم های ژنتیکی هستند که به دلیل جهش در ژن های کد کننده مسیر پیام رسانی RAS/MAPK[1] ایجاد می شوند. با وجود تفاوت‌ در ژن‌های جهش‌یافته، ویژگی مشترکی در افراد مبتلا دیده می شود مانند کوتاهی قد و جثه، بدشکلی‌های چهره، اختلالات قلبی، مشکلات لنفاوی و ناتوانی ذهنی.

## انواع سندرم های رسوپاتی
- سندرم ناهنجاری مویرگی-نقص اتصال شریانی‌وریدی (CM-AVM)
- سندرم قلبی و فاسیوکوتانئوس
- نوروفیبروماتوز نوع ۱ (NF1)
- سندرم واتسون
- سندرم نونان (NS)
- سندرم کاستلو (CS)
- سندرم لجیوس که به عنوان سندرم شبه NF1 نیز شناخته می شود
- سندرم نونان با لنتیجین‌های متعدد (که قبلاً سندرم لئوپارد نامیده می‌شد) (NSML)
- ناتوانی ذهنی مرتبط با SYNGAP1

## ساختار و عملکرد مسیر سیگنال‌دهی RAS/MAPK
مسیر RAS/MAPK یک آبشار سیگنال‌دهی حیاتی است که در تنظیم رشد، تقسیم، تمایز و بقا سلولی نقش دارد. این مسیر توسط فاکتورهای رشد فعال شده و شامل مراحل زیر است:
- فعال‌سازی گیرنده تیروزین کیناز (RTK)
- اتصال GRB2 و فعال‌سازی GEFهایی مانند SOS1/2
- تبدیل RAS از حالت غیرفعال (GDP-bound) به فعال (GTP-bound)
- فعال‌سازی کینازهای RAF (مانند RAF1 و BRAF)
- فسفوریلاسیون MEK1/2 و سپس ERK1/2

این مسیر توسط مهارکننده‌هایی مانند NF1، SPRED1/2، CBL و LZTR1 تنظیم می‌شود. جهش در هر یک از این اجزا می‌تواند تعادل سیگنال‌دهی را بر هم زده و منجر به RASopathy گردد.

## ژنتیک RASopathies
ژن‌های مرتبط با RASopathies به سه دسته عملکردی تقسیم می‌شوند:
الف) فعال‌کننده‌ها:
- PTPN11 (کدکننده SHP2): جهش‌های فعال‌کننده در NS، مهارکننده در NSML
- SOS1/2: GEFهای فعال‌کننده RAS
- SHOC2 و PPP1CB: افزایش دهنده انتقال سیگنال از RAS به RAF

ب) RASهای جهش‌یافته:
- HRAS: CS
- KRAS، NRAS، MRAS، RIT1، RRAS2: NS

پ) مهارکننده‌ها:
- NF1: GAP تنظیم‌کننده RAS
- CBL: اوبیکوئیتین‌لیگاز تنظیم‌کننده RTK
- SPRED1/2 و LZTR1: تنظیم‌کننده‌های منفی فعالیت RAS در سطح غشایی

بسیاری از جهش‌های شناسایی‌شده در RASopathies مشابه جهش‌های مشاهده‌شده در سرطان‌ها هستند ولی اثرات فعال‌سازی آن‌ها ملایم‌تر و قابل‌تحمل‌تر برای تکامل جنینی می‌باشد.

## علائم بالینی
اختلالات قلبی : کاردیومیوپاتی هیپرتروفیک دومین پدیده رایج در RASopathies پس از تنگی ریوی است. در NSML حدود ۸۵٪، در CS حدود ۶۵٪ و در CFCS حدود ۴۰٪ بیماران HCM دارند. این نوع HCM زودهنگام و معمولاً در شش‌ماهه اول تشخیص داده می‌شود. با LVOTO، بطن‌چپ ضخیم‌شده، هیپرتروفی دو بطنی و گاهی مرگ ناگهانی همراه است. در مقایسه با HCM نوع سارکومری، سیر سریع‌تری دارد و نیاز به مداخلات بیشتر مانند میوکتومی دارد. در مدل‌های حیوانی، مهارکننده‌های MEK توانسته‌اند هیپرتروفی و اختلالات عملکردی را بهبود دهند.
- چهره: پتوز، بینی کوچک، فیلتروم بلند، فک پایین عقب‌رفته
- اسکلتی: پکتوس اکسکاواتوم/کاریناتوم، اسکولیوز، تأخیر در رشد استخوان
- پوستی: لکه‌های قهوه‌ای، کراتوز پیلاریس، موهای نازک
- شناختی: تأخیر یادگیری، مشکلات حافظه، بیش‌فعالی
- سیستم لنفاوی: کیستیک هایگروم، آسیت جنینی
- خونی/ایمنی: JMML، میلوپلازی، نقص‌های ایمنی سلولی

## تشخیص ژنتیکی و بالینی
ردیابی بالینی با توجه به «red flags» مانند HCM در نوزاد + چهره دیسمورفیک + اختلال شناختی. استفاده از WES، پانل‌های هدفمند و MLPA برای شناسایی جهش‌های عامل بیماری. غربالگری اعضای خانواده و مشاوره ژنتیک ضروری است.

## درمان‌
در حال حاضر هیچ درمان قطعی برای RASopathies وجود ندارد، اما پیشرفت‌های درمانی نویدبخش‌اند:
- مهارکننده‌های MEK (مانند trametinib، selumetinib): کاهش HCM و بهبود عملکرد شناختی در مدل‌های حیوانی
- مهارکننده‌های SHP2: مناسب برای موارد با جهش در PTPN11
- استاتین‌ها (مانند لوواستاتین) و مهارکننده‌های تیروزین‌کیناز (مانند dasatinib): نتایج امیدوارکننده در موش‌های جهش‌یافته

| سندرم های رسوپاتی | سندرم های رسوپاتی |
| ----------------- | --- |
| نام‌های دیگر       | سندرم‌های مرتبط با مسیر Ras/MAPK |
| طرز تلفظ          | - /ræsˈɒpəθi/ |
| تخصص              | ژنتیک پزشکی، قلب‌شناسی، پوست‌شناسی، آنکولوژی، نورولوژی |
| نشانه‌ها           | ناهنجاری‌های چهره‌ای (مانند هیپرتلوریسم، گوش‌های پایین‌افتاده)، نقایص قلبی (مانند تنگی دریچه ریوی، کاردیومیوپاتی هیپرتروفیک)، مشکلات پوستی (مانند لکه‌های کافه‌او‌له، مالفورماسیون‌های مویرگی)، کوتاهی قد، تأخیر رشدی، ناتوانی‌های یادگیری، افزایش خطر تومورهای خوش‌خیم و بدخیم |
| عوارض             | خطر افزایش‌یافته سرطان (مانند لوسمی میلوسیتیک جوانی، رابدومیوسارکوم)، مشکلات قلبی شدید، تأخیر رشدی و شناختی، ناهنجاری‌های اسکلتی |
| دورهٔ بیماری       | مزمن، مادام‌العمر |
| گونه‌ها            | نوروفیبروماتوز نوع ۱، سندرم نونان، سندرم نونان با لنتیجین‌های متعدد، سندرم کاستلو، سندرم کاردیوفاسیوکوتانئوس، سندرم لجیوس، سندرم مالفورماسیون مویرگی-شریانی |
| علت               | جهش‌های ژرم‌لاین در ژن‌های مسیر Ras/MAPK (مانند PTPN11، HRAS، KRAS، NRAS، RAF1، SOS1، SHOC2) |
| عوامل خطر         | سابقه خانوادگی، جهش‌های خودبه‌خودی (de novo) |
| روش تشخیص         | آزمایش ژنتیکی، ارزیابی بالینی (فنوتیپ)، تصویربرداری (برای نقایص قلبی یا مغزی)، معاینات پوستی و نورولوژیک |
| تشخیص افتراقی     | سایر سندرم‌های ژنتیکی با فنوتیپ مشابه (مانند سندرم ترنر، سندرم ویلیامز)، بیماری‌های متابولیک |
| پیشگیری           | غربالگری ژنتیکی پیش از تولد در خانواده‌های با سابقه، مشاوره ژنتیک |
| درمان             | مدیریت چندرشته‌ای شامل مراقبت‌های قلبی، مداخلات رشدی، نظارت بر خطر سرطان، در برخی موارد استفاده از مهارکننده‌های مسیر Ras/MAPK (مانند مهارکننده‌های MEK) |
| دارو              | مهارکننده‌های MEK (تحت بررسی)، داروهای مدیریت عوارض خاص (مانند بتابلوکرها برای مشکلات قلبی) |
| پیش‌آگهی           | متغیر بسته به سندرم و شدت جهش؛ برخی بیماران زندگی نزدیک به طبیعی دارند، اما خطر عوارض (مانند سرطان یا مشکلات قلبی) وجود دارد |
| فراوانی           | حدود ۱ در ۱۰۰۰ نفر (به‌صورت کلی برای تمام سندرم های رسوپاتی) |
| مرگ‌ها             | به‌طور خاص گزارش نشده؛ مرگ‌ومیر معمولاً به عوارض مانند سرطان یا نارسایی قلبی بستگی دارد |